# Leucophenga samoaensis
Leucophenga samoaensis är en tvåvingeart som beskrevs av Harrison 1954. Leucophenga samoaensis ingår i släktet Leucophenga och familjen daggflugor.
Artens utbredningsområde är Samoa. Inga underarter finns listade i Catalogue of Life.